# Hospital Agios Andreas
El Hospital Agios Andreas (en griego: Γενικό Νοσοκομείο Πατρών "Ο Άγιος Ανδρέας") es un hospital de Patras, Acaya, Grecia. Es el segundo hospital más grande de la ciudad de Patras y uno de los más grandes de Peloponeso con una capacidad total de 400 camas. El hospital ocupa 5 edificios de los cuales 3 están situados cerca uno de otro. El edificio principal del hospital de varios pisos  (construido en 1973) fue golpeado por un terremoto en 2008 y actualmente está en proceso de restauración. Tras la finalización de las obras de restauración del edificio central se actualizará con nuevos médicos y equipos. La finalización está prevista para finales de 2014.